# Maison de Dragoljub Gošić
La maison de Dragoljub Gošić (en serbe cyrillique : Кућа Драгољуба Гошића ; en serbe latin : Kuća Dragoljuba Gošića) est située à Belgrade, la capitale de la Serbie, dans la municipalité urbaine de Savski venac. Construite en 1927 et 1928, elle est inscrite sur la liste des biens culturels de la Ville de Belgrade.

## Présentation
La maison de Dragoljub Gošić, située 7 rue Vojvode Dojčina, a été construite en 1927-1928, d'après des plans de Vojislav Kostić. Constituée au départ d'un seul étage, elle fut rehaussée en 1933, probablement sur des plans de l'architecte tchèque Jan Dubovi, un des fondateurs du modernisme en Serbie.
Elle doit son importance au fait qu'elle a appartenu à Dragoljub Gošić, acteur et metteur en scène, qui fut une personnalité importante pour le développement du théâtre dans la première moitié du XXe siècle.